# Isla Perdiguera
La isla Perdiguera es una isla volcánica situada en el centro del Mar Menor, en el municipio de San Javier de la Región de Murcia, y próxima a la isla Mayor. Hacia el sureste se escinde en una península que no supone sino una isleta unida a la isla Perdiguera por un tómbolo; esta península se suele considerar como isla, a la que se denomina isla Esparteña, por abundar en ella el esparto. La isla Perdiguera es la segunda más grande de las que salpican el mar Menor (25,8 hectáreas), y también la más degradada debido al turismo. Contaba anteriormente con seis embarcaderos y tres restaurantes: La Gaviota, Rosario y La Joven Mª Dolores —ya desmantelados— situados en el istmo que une la isla con la península de isla Esparteña. Esparcidas por la isla hay varias construcciones, gran parte de ellas en ruinas. Muy frecuentada por los excursionistas y veraneantes; hay servicios regulares de barcos desde el 5 de junio hasta el 30 de diciembre, que salen desde Santiago de la Ribera y Los Alcázares. Paisaje Protegido.

## Aspecto

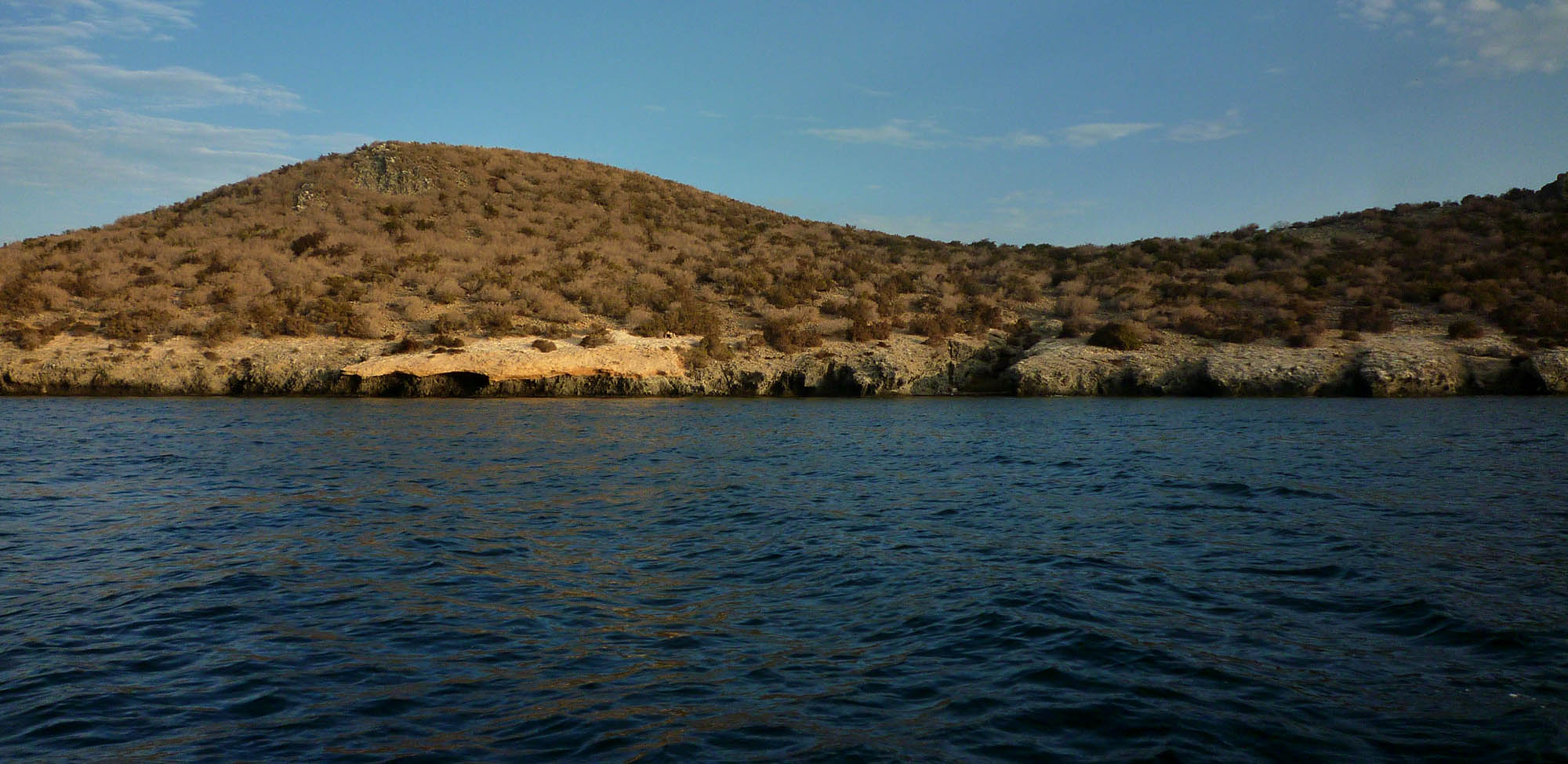
Ladera norte de la isla

La isla está formado por tres conos volcánicos erosionados a causa de los vientos y de la fuerza del mar. Los dos conos volcánicos mayores están en la zona de la isla Perdiguera, mientras que el volcán más pequeño está en la isla Esparteña.